# Liste der Bodendenkmäler in Iserlohn
Die Liste der Bodendenkmäler in Iserlohn führt die Bodendenkmäler der sauerländischen 
Stadt Iserlohn auf. 

## Denkmäler
| Nummer | Lage                                    | Beschreibung                                    | Denkmal seit | Bild |
| ------ | --------------------------------------- | ----------------------------------------------- | ------------ | ---- |
| 1      | Letmathe, Dechenhöhle 5                 | Dechenhöhle                                     | 28.11.1984   |      |
| 2      | Oestrich                                | Oestricher Burgberg                             | 19.12.1986   |      |
| 3      | Obergrüne, Stünenburg                   | Stünenburg, erbaut 12., 13. und 15. Jahrhundert | 16.05.1988   |      |
| 4      | Iserlohn, Im Gehegde                    | Ehemalige Landwehr Im Gehegde, erbaut um 1620   | 20.06.1989   |      |
| 5      | Grüne                                   | Höhle in der Grüne                              | 20.06.1989   |      |
| 6      | Rotehausstraße, südöstlich von Reingsen | Mesolithische Fundstelle                        |              |      |
| 7      | Oestrich, Reitenberg                    | Mesolithische Fundstelle                        |              |      |